# Bell OH-58 Kiowa
O Bell OH-58 Kiowa é um helicóptero militar construído pela Bell Helicopter. Foi desenvolvido para missões de reconhecimento, vigilância e coleta de informações. O Exército dos Estados Unidos possui várias unidades deste helicóptero que, juntamente com a Marinha e Exército da Austrália foram alocados em operações desde a Guerra do Vietnã aos conflitos no Iraque (2006).
O Exército dos EUA aposentou o Bell OH-58 Kiowa Warrior em 2020.
O Bell OH-58B foi uma versão para exportação para o Exército Australiano, e o Bell OH-58D Kiowa Warrior foi dotado da capacidade de alocação de alvos e designação por laser. Este último modelo pode operar de dia ou de noite com condições atmosféricas adversas.
Durante a Operação Prime Chance, a escolta de auto-tanques de petróleo durante a Guerra do Irã-Iraque, os OH-58D foram reaparelhados com armas ar-ar e ar-terra.
Na sequência das designações do Exército dos Estados Unidos para os helicópteros, o Kiowa deve o seu nome à tribo nativa dos Kiowa.

## Características
- Comprimento: 12,9 m (rotores incluídos)
- Largura: 2,4 m
- Altura: 3,9 m
- Peso: 2,3 tons não aparelhado, 2.8 tons durante a Prime Chance
- Velocidade: 239 km/h
- Alcance: 462 km
- Tripulação: 2

O JetRanger é um helicóptero civil adaptado do Kiowa.

### Armamento durante aPrime Chance
Várias combinações de:
- mísseis FIM-92 Stinger
- mísseis AGM-114 Hellfire
- foguetes Hydra 70
- metralhadora .50cal (12.7 mm)

## Operadores
- Austrália, Áustria, Canadá, Estados Unidos